# After the Burial
After the Burial est un groupe de metalcore américain, originaire de Minneapolis dans le Minnesota. Le groupe est actuellement sur le label Sumerian Records, et a sorti trois de ses quatre albums sur ce label. Depuis sa formation en 2004, le groupe a effectué deux changements de chanteur et deux changements de batteur, le bassiste Lerichard Foral, les deux guitaristes Justin Lowe (guitariste rythmique) et Trent Hafdahl (guitariste solo) étant ainsi les représentants restants de la formation initiale. Le groupe participe à de nombreux festivals, et est considéré comme un membre éminent de la scène djent.

## Biographie

### Formation etForging a Future Self(2004–2007)
After the Burial est fondé en 2004 par Nick Wellner, Trent Hafdahl, Justin Lowe, et Greg Erickson, qui se sont tous rencontrés au lycée. Dave Coleman les rejoint ensuite en tant que bassiste. Lee Foral est le dernier à rejoindre le groupe après avoir répondu à une petite annonce. Le premier album du groupe, Forging a Future Self, sort le premier avril 2006 sur le label Corrosive Records. Le groupe signe ensuite chez Sumerian Records après le départ d'Erickson et Wellner ainsi que l'arrivée de Grant Luoma comme chanteur. Eric Robles remplace Erickson à la batterie mais quitte le groupe avant l'enregistrement du deuxième album. 

### Rareform(2008–2009)
L'enregistrement du second album Rareform commence en 2008. Peu de temps après la sortie le chanteur Grant Luoma est remplacé. Anthony Notarmaso prend sa place et le groupe recrute Dan Carle à la batterie.
À la fin de 2008, le groupe joue en première partie de Suicide Silence puis, début 2009, part en tournée commune aux États-Unis avec le groupe Veil of Maya. Le groupe décide de rééditer l'album Rareform avec Notarmaso au chant en septembre 2009 ; la réédition comprend également des bonus, notamment l'enregistrement live d'un de leurs concerts.

### In Dreams(2010–2012)
Le troisième album du groupe, In Dreams, est enregistré et sort en 2010 sur le label Sumerian Records. À la fin de 2010, le groupe part en tournée avec Winds of Plague. Le 14 mars 2011, une nouvelle version de la chanson Pi (The Mercury God Of Infinity) paraît sur YouTube.

### This Life is All We HaveetWolves Within(depuis 2013)
Le 2 avril 2013, Sumerian Records sort une version re-masterisée de la chanson A Steady Decline en déclarant :
« le premier avril 2006 After the Burial sort son premier album Forging a Future Self, qui pose les bases d'un metal moderne. Pour en célébrer les sept ans ATB vous propose une nouvelle version ! » Le 30 avril, Sumerian Records sort sur son compte YouTube les trois nouvelles chansons du nouvel EP d'After the Burial intitulé This Life Is All We Have. L'EP comprend les chansons suivantes remasterisées de Forging a Future Self avec Anthony Notarmaso au chant : A Steady Decline, Fingers Like Daggers, et Redeeming the Wretched.
Le 23 octobre 2013, le groupe annonce via Facebook que leur nouvel album est terminé. Le 5 novembre 2013, Sumerian Records sort sur Youtube la nouvelle chanson du groupe intitulée A Wolf Amongst Ravens. Le 18 novembre, c'est au tour de la chanson Of Fearful Men d'être ajoutée sur YouTube, et enfin l'album Wolves Within sort le 17 décembre 2013.
Le 22 juillet 2015, le groupe annonce la mort du guitariste Justin Lowe due à une probable chute dans la montagne.

## Membres

### Membres actuels
- Anthony Notarmaso — chant (depuis 2008)
- Dan Carle — batterie (depuis 2007)
- Trent Hafdahl — guitare solo, chœur  (depuis 2004)
- Lerichar « Lee » Foral — basse (depuis 2004)

### Anciens membres
- Justin Lowe — guitare rythmique (2004-2015). Décédé le 21/07/2015.
- Nick Wellner — chant (2004–2007)
- Greg Erickson — batterie (2004–2006)
- Grant Luoma — chant (2007–2008)
- Eric Robles — batterie (2006–2007)

## Discographie

### Albums studio
- 2006 : Forging a Future
- 2008 : Rareform
- 2010 : In Dreams
- 2013 : Wolves Within
- 2016 : Dig Deep
- 2019 : Evergreen

### EP
- 2013 : This Life is All we Have